# 罗聘宅
罗聘宅，位于江苏省扬州市广陵区弥陀巷，又名朱草诗林，为清代画家、扬州八怪之一罗聘的住宅，是中华人民共和国江苏省文物保护单位之一。
2011年12月30日，授予江苏省文物保护单位，是一座古建筑。